# Pseudobatos prahli
Pseudobatos prahli is een vissensoort uit de familie van de vioolroggen (Rhinobatidae). De wetenschappelijke naam van de soort is voor het eerst geldig gepubliceerd in 1995 door Acero P. & Franke.